# Grillbar
En grillbar er et sted, hvor man kan købe fastfood. Typisk findes der ikke en grill på stedet, men maden er i stedet friturestegt (kogt i olie).
Ifølge Dansk Sprognævn er ordet af dansk oprindelse, idet det på engelsk hedder take-away.